# Tatort: Der Schläfer
Der Schläfer ist der 152. Fernsehfilm der ARD-Krimireihe Tatort und wurde vom NDR produziert. Es handelt sich um den zweiten Fall von Horst Bollmann als MAD-Oberstleutnant Delius. Klaus Höhne, der Darsteller des ersten Tatort-Kommissars des Hessischen Rundfunks, spielt hier die Rolle des „Schläfers“ Kutschner. Die Erstausstrahlung am 6. November 1983 im Ersten wurde in Deutschland insgesamt von 16,89 Millionen Zuschauern gesehen und hat damit einen Marktanteil von 43 % erreicht.

## Handlung
Auf der Ostsee wird ein NVA-Offizier, der mit einem Segelboot in den Westen geflüchtet ist, von einem Seenotrettungskreuzer gerettet. Bei der Befragung durch den Militärischen Abschirmdienst (MAD) erzählt der Offizier von einer Unterredung des DDR-Auslandsgeheimdienstes Hauptverwaltung A, in der es um ein Bundeswehr-Geheimprojekt gehen muss, da der Ausdruck „Cosmic“ verwendet wurde. MAD-Oberstleutnant Delius schließt aus einem Detail der Unterredung auf den feindlichen Agenten Schäfer, der wahrscheinlich in den Westen geschickt werden soll, um das Projekt auszuspionieren. Delius kennt Schäfer bestens aus vorangegangenen Fällen und warnt vor dessen ausgezeichneten Fähigkeiten. Schäfer ist bereits in Bonn und sucht den Schläfer Kutschner auf. Er erinnert ihn an seine Verpflichtung, die er als Student 1952 in West-Berlin der Stasi gab, nun für sie aktiv zu werden. Kutschner ist Referent des Ministerialrates Hohleben, dem das Geheimprojekt im Verteidigungsministerium obliegt.
Nahe Eckernförde wird nun mit einer Generalprobe mit dem Projekt für die spätere NATO-Vorführung begonnen. Es handelt sich um ein Kontrollsystem, um eigene Seeminen ferngelenkt zu deaktivieren, damit die eigenen Schiffe schneller an ihnen vorbeikommen. Der Übung wohnen Hohlleben, Kutschner, Fregattenkapitän Wellmann und der Konstrukteur Spitzner bei. Diese wird jedoch von Schäfers Taucher sabotiert, sodass die Mine aufgrund des entfernten Empfängers explodiert.
Schnell wird Delius klar, dass Schäfer nun den Empfänger hat und versuchen wird, an die Pläne des Senders zu kommen. Da Kutschner keinen Zugriff auf die Dokumente hat, denkt sich Schäfer eine geschickte Manipulation aus, um ihn in die Position zu bringen. Auf Spitzner wird eine Agentin angesetzt und Wellmann soll seine Briefmarkenleidenschaft zum Verhängnis werden. Da beide diese fingierten Spionageversuche abblocken und dem MAD melden, gerät nun Hohlleben ins Visier und wird geschickt als Verräter vorgeführt, was aber nur für den MAD so aussehen soll. Hohleben wird seines Postens enthoben und somit Kutschner sein kommissarischer Nachfolger. Schäfer ist fast an seinem Ziel und trifft Kutschner in Hamburg; dieser will aber nicht mitspielen. Da wird Kutschners Frau in Bonn angefahren. Kutschner nimmt an, er solle damit gefügig gemacht werden, und fotografiert in Spitzners Firma die Pläne des Senders in einem günstigen Moment. Jedoch wird er längst von Delius’ Männern und der Hamburger Polizei observiert. Auf dem Hamburger Hauptbahnhof soll Kutschner den Mikrofilm an Schäfer übergeben. Die Übergabe findet unter den Augen der Polizei statt, dennoch kann Schäfer durch das Tunnelsystem von Bahnhof und U-Bahn entkommen.
Da Schäfers Flucht geglückt scheint, muss Delius sein Versteck finden. Die Lösung findet er in einem Krimi, den die Agentin in Spitzners Wohnung vergessen hat. Dort ist ein Telefonnummerncode enthalten, der ihn zu Schäfers Deckadresse führt. Dort überrascht er ihn und nimmt ihn fest. Delius eröffnet ihm, dass der Mikrofilm wertlos sei, da er nicht die Schaltpläne für den Sender enthält, sondern für den Volksempfänger aus dem Deutschen Reich. Schäfer wird sechs Wochen später gegen sieben Westagenten an der innerdeutschen Grenze bei Lübeck ausgetauscht.

## Hintergrund
Der Norddeutsche Rundfunk drehte Der Schläfer in Hamburg und Umgebung., unter anderem in Brunnenbek in der Gemeinde  Altenhof bei Eckernförde. Der Tatort wurde vom Militärischen Abschirmdienst und der Bundesmarine unterstützt. Zu sehen sind u. a. Starfighter eines Marinefliegergeschwaders sowie Schiffe des Marinestützpunktes Eckernförde. Das Szenenbild erstellte Gerd Staub.

## Kritik
Die TV Spielfilm vergab für den Film nur eine mittelmäßige Wertung (Daumen waagerecht) und schrieb: „Kalter Krieg heißt hier kalter Kaffee.“